# Inachus dorsettensis
Inachus dorsettensis (Pennant, 1777) é uma espécie de crustáceo decápode da família Inachidae pertencente ao grupo dos caranguejos-aranha (Majoidea), com distribuição natural nas costas atlântica e mediterrânica da Europa e do norte de África.

## Descrição
A carapaça mede 3,5 cm de comprimento máximo e está frequentemente recoberta por esponjas ou hidroides. Apresenta um dorso muito espinhoso, o rostro curto e a zona ventral com quatro pequenas protuberâncias anteriores. A coloração corporal é cinza-avermelhada no  dorso, com os machos a apresentarem quelípodos de coloração rosa ou violeta.
A espécie é marinha, com distribuição natural nas águas costeiras do Atlântico nordeste, desde a Noruega ao Sahara Ocidental, e do Mar Mediterrâneo. Ocorre preferencialmente sobre colónias profundas de algas, a profundidades entre 10 a 40 m, sendo menos comum sobre fundos sedimentares até aos 100 m de profundidade.